# Dias Keneshev
Dias Keneshev, né le 31 mars 1985 à Urjar, est un biathlète kazakh.
Il a notamment été le porte-drapeau de son pays lors de la Cérémonie d'ouverture des Jeux olympiques d'hiver de 2010.

## Palmarès

### Jeux olympiques d'hiver
| Épreuve / Édition | Individuel | Sprint | Poursuite | Départ en masse | Relais | Relais mixte                     |
| Vancouver 2010    | 72e        | 72e    | -         | -               | 18e    | Épreuve inexistante à cette date |
| Sotchi 2014       | -          | 78e    | -         | -               | 18e    | -                                |

- - : pas de participation à l'épreuve.
- : épreuve non-olympique

### Championnats du monde
| Épreuve / Édition             | Individuel | Sprint | Poursuite | Mass start | Relais | Relais mixte |
| Mondiaux 2008 Östersund       | 87e        | 85e    | -         | -          | 22e    | -            |
| Mondiaux 2009 Pyeongchang     | 33e        | 75e    | -         | -          | 20e    | -            |
| Mondiaux 2011 Khanty-Mansiïsk | 76e        | 85e    | -         | -          | 22e    | -            |
| Mondiaux 2013 Nove Mesto      | 82e        | -      | -         | -          | 19e    | -            |

### Coupe du monde
- Meilleur classement général : 102e en 2009.
- Meilleur résultat individuel : 33e.

### Championnats du monde de biathlon d'été
- Médaille d'argent du sprint en 2008.
- Médaille de bronze de la poursuite en 2008.